# Ferdinando Carbonai
Ferdinando Carbonai (Livorno, 3 luglio 1805 – San Felice a Ema, 30 dicembre 1855) è stato un medico italiano.

## Biografia
Figlio di Francesco Carbonai e Angela Del Buono, fratello minore di Luigi Carbonai (1800-1859) e fratello maggiore di Angelo Carbonai (1809-1855), iniziò a studiare prima a Prato e Firenze e poi a Pisa, dove conseguì la laurea in medicina. Dopo aver compiuto diversi viaggi in Europa e nell'America meridionale, nel 1835 fece rientro in patria e praticò la professione medica a Firenze, in qualità di ostetrico nel quartiere Santo Spirito; segnalatosi nella cura a domicilio dei malati di colera durante l'epidemia di quegli anni, divenne medico di turno nell'ospedale di Santa Maria Nuova.
In quel periodo cominciò l'interessamento per l'ortopedia, che lo spinse a cavallo degli anni 1838 e 1839 a recarsi e a frequentare l'istituto ortopedico di Montpellier diretto da Jacques Mathieu Delpech, quello di Parigi e il Regio ospedale ortopedico di Londra. Dopo tale periodo di formazione, Carbonai rientrò a Firenze e il 10 giugno 1840 aprì l'Istituto ortopedico toscano nelle vicinanze di Porta Romana; l'ortopedia cominciò così a essere inserita fra le discipline medico-chirurgiche in Toscana. Il 3 ottobre 1840 venne dichiarata obbligatoria per i tirocinanti che per i due anni dopo la laurea frequentavano l'ospedale di Santa Maria Nuova e il 21 dicembre 1841 Leopoldo II di Toscana creò la cattedra di ortopedia teorico-pratica e di clinica ortopedica, che affidò a Carbonai.
Tuttavia, nel 1847 il governo del Granducato di Toscana diede incarico a Leonida Landucci di indagare sull'attività di Carbonai: sebbene l'indagine si risolvesse favorevolmente, Carbonai manifestò tutto il proprio sdegno. Nel 1849 venne abolita la cattedra di ortopedia e terminò così anche l'attività della clinica; Carbonai, dunque, decise di trasferire l'istituto ortopedico nella propria villa di famiglia a Vecciano e nel 1850 riprese la cura dei malati.
Carbonai morì a San Felice a Ema, una frazione di Firenze.

## Opere
- Ferdinando Carbonai, Primo istituto ortopedico in Toscana creato e diretto dal dottore Ferdinando Carbonai, Firenze, Co' tipi di V. Batelli e compagni, 1840. Ospitato su Google Libri.
- Ferdinando Carbonai, Prospetto delle principali tra le deformità del corpo umano che sono state curate e guarite nell'Imperiale-Regio Istituto ortopedico toscano, 1842.